# Nada Murganić
Nada Murganić (Karlovac, 14. siječnja 1958.) bivša je hrvatska ministrica demografije, obitelj, mlade i socijalnu politiku.